# Божий-Дар (Люблінський повіт)
Божий-Дар (пол. Boży Dar) — село в Польщі, у гміні Кшчонув Люблінського повіту Люблінського воєводства.
Населення — 60 осіб (2011).
У 1975-1998 роках село належало до Люблінського воєводства.

## Демографія
Демографічна структура станом на 31 березня 2011 року:
|          | Загалом | Допрацездатний вік | Працездатний вік | Постпрацездатний вік |
| -------- | ------- | ------------------ | ---------------- | -------------------- |
| Чоловіки | 29      | 6                  | 19               | 4                    |
| Жінки    | 31      | 4                  | 21               | 6                    |
| Разом    | 60      | 10                 | 40               | 10                   |